# Wang-Guan-Qi-Affäre
Die Wang-Guan-Qi-Affäre oder der Wang-Guan-Qi-Zwischenfall (chin. 王、关、戚事件 bzw. 王关戚事件 Wáng-Guān-Qī shìjiàn) bezieht sich auf einen politischen Zwischenfall, der 1967 während der Kulturrevolution  ausbrach und bei dem Wang Li (Leiter der Zentralen Propagandagruppe), Guan Feng (stellvertretender Leiter der Gruppe Kulturrevolution der ganzen Armee) und Qi Benyu (stellvertretender Direktor des Sekretariats des Generalbüros des Zentralkomitees der Kommunistischen Partei Chinas und amtierender Direktor des Generalbüros des Zentralkomitees der Kommunistischen Partei Chinas) isoliert wurden und ihr politisches Leben beenden mussten.
Schon früh nutzten die drei den Angriff, um nach Siegen über Tao Zhu und Liu Zhijian aufzusteigen. Mit dem Zwischenfall vom 20. Juli 1967 in Wuhan erkannte Mao Zedong jedoch, dass die drei die Politik benutzten, um zu versuchen, mit Zhou Enlai und Kang Sheng die Macht zu ergreifen, was Mao schließlich dazu veranlasste, die Isolierung und Zensur der drei anzuordnen und sie von ihren Positionen in der Zentralen Gruppe Kulturrevolution zu entfernen.